# Asteromassaria macrospora
Asteromassaria macrospora är en svampart som tillhör divisionen sporsäcksvampar, och som först beskrevs av Jean Baptiste Desmazières, och fick sitt nu gällande namn av Franz Xaver von Höhnel. Asteromassaria macrospora ingår i släktet Asteromassaria, och familjen Pleomassariaceae. Arten är reproducerande i Sverige.